# Santana Motor
Santana Motor S.A. était un constructeur espagnol de véhicules automobiles tout terrain établi à Linares dans la province de Jaén.

## Historique
Créé à l'origine sous le nom "Metalúrgica de Santa Ana" pour la fabrication de machines agricoles, très rapidement, dès 1958, la société se transforma et acquis une licence pour la fabrication de véhicules tout terrain Land Rover.
En 1967, Santana lance le premier véhicule dont le dessin est de sa propre conception, le Santana 1300 qui repose sur la base du Land 109.
En 1983, la société Land Rover, en proie à de très sérieux problèmes financiers, annule sa participation dans le constructeur espagnol Santana Motor, et les productions prirent le seul nom de « Santana », comme le Santana 2500.
Vu l'obsolescence grandissante de ses fabrications et sa perte de compétitivité, en 1986 Santana se tourne vers le japonais Suzuki et signe un accord de coopération afin de fabriquer localement pour le marché européen des véhicules sous licence comme les Suzuki SJ et  Suzuki Samurai. Cet accord permet surtout à Suzuki d'obtenir le label "Produit communautaire" et éviter ainsi le contingentement imposé, à l'époque, par la Communauté Européenne aux fabrications nipponnes. La marque commerciale utilisée était Suzuki Santana. La collaboration se poursuivit jusqu'au Suzuki Vitara.
En 1994, Santana veut participer à l'appel d'offres lancé par l'armée espagnole pour la fourniture d'un véhicule 4x4 destiné à remplacer les anciens Santana LR. Le constructeur s'allie avec le motoriste italien VM, firme très réputée pour ses moteurs Diesel, et propose, toujours sur la base du Land 109, le Santana M300. Le projet sera écarté au profit du plus moderne Nissan.
En 1999, après l'abandon de la société par Suzuki, la société "Santana" est sauvée de la faillite par l'Assemblée d'Andalousie qui rachète la société à Suzuki pour une peseta symbolique et investit un peu pour permettre à Santana de présenter un nouveau modèle, le Santana PS-10. Ce véhicule repose sur la base du Santana 2500 et reçoit une mécanique réputée du constructeur italien Iveco de 2,8 litres développant 125 ch, qui a largement fait ses preuves sur l'Iveco Daily. Le véhicule entre en fabrication au milieu de l'année 2000.
En 2006 Iveco et Santana signent un accord de coopération à long terme pour le développement de nouveaux produits. Le premier modèle découlant de cet accord sera un véhicule tout-terrain nommé Massif et portant la marque IVECO, basé sur la dernière version du Santana PS-10, entièrement revue et corrigée par Iveco. Ce nouveau véhicule sera présenté sur salon en fin d'année 2007 et commercialisé en mars 2008. C'est un pickup destiné essentiellement aux administrations publiques : armée, protection civile et pompiers.
En début d'année 2009, une version "civile" de ce véhicule est présentée : l'Iveco Campagnola. C'est un 4x4 hard-top station-wagon vitré pouvant accueillir 6 personnes, comparable au Land Rover Defender TD4. Ce véhicule est un ultime espoir pour sauver la société Santana car la production de tous les modèles Suzuki est arrêtée.
En février 2011, Santana Motor SA a vécu. L'usine ferme et licencie 1.341 personnes. De 6.692 véhicules produits en 2007, la production était tombée à 769 en 2010.

## La production en 2011

### Santana Anibal/Santana PS-10
Le Santana Aníbal ou PS-10 est construit sur la base du Land Rover 109 Série III.

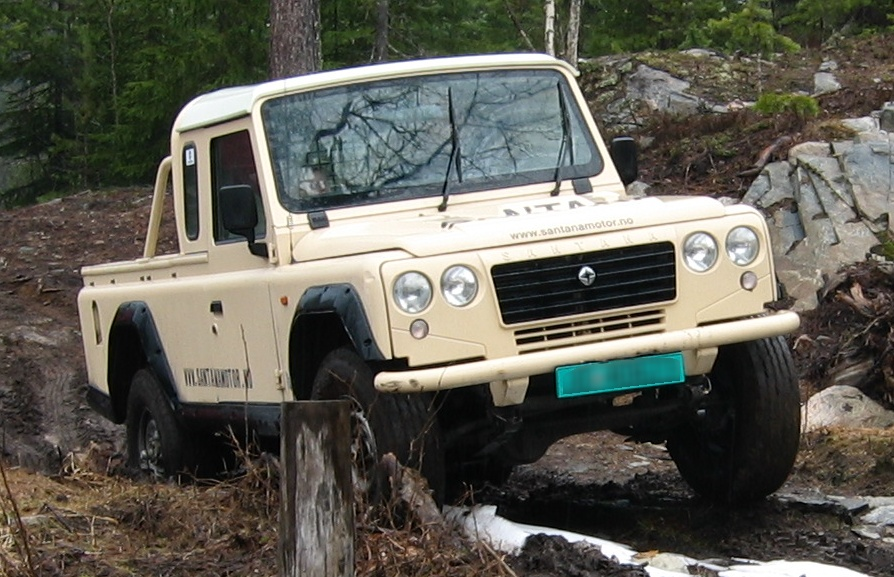
Santana PS10

### Santana S300/350
Les Santana S300 et S350 sont des évolutions du Suzuki Vitara avec l'avant et l'arrière redessinés. Un certain nombre d'éléments ont été changés comme le moteur (2.0 hdi Peugeot) et l'ensemble boîte de vitesses/boîte de transfert. Le S300 est le modèle à 3 portes, le S350 est celui à 5 portes.

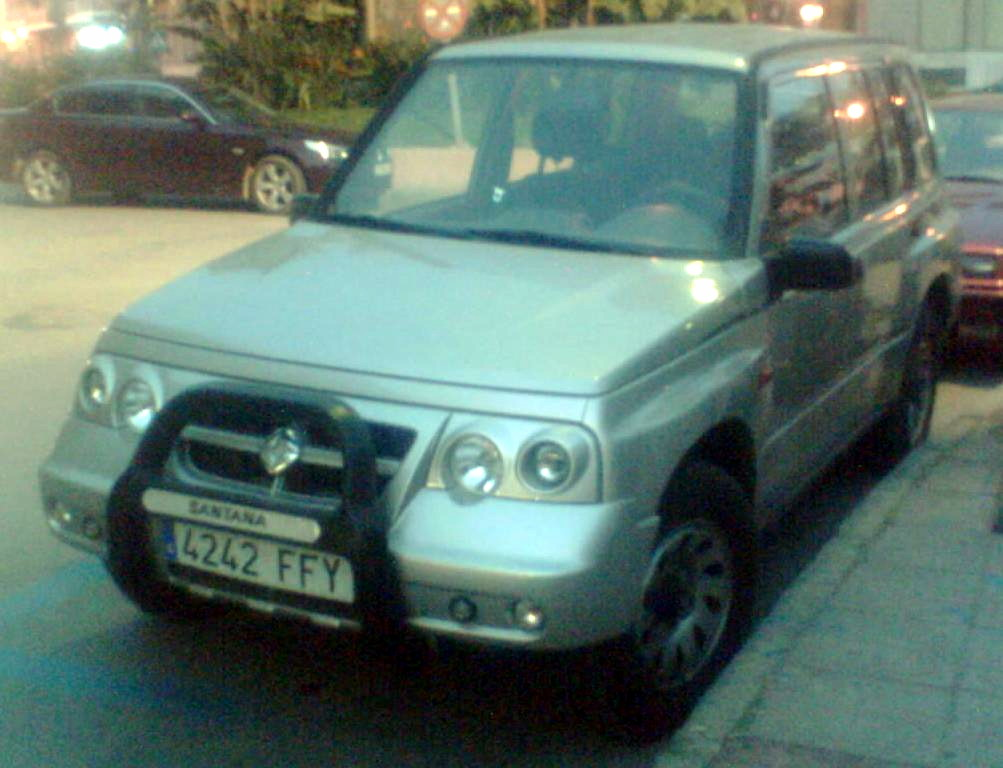
Santana 350

### IVECO Massif-IVECO Campagnola
À la suite de l'accord de coopération conclu en 2006, depuis le début d'année 2008 l'IVECO Massif et début 2009 l'IVECO Campagnola sont produits par Santana Motor.

## Galerie d'images

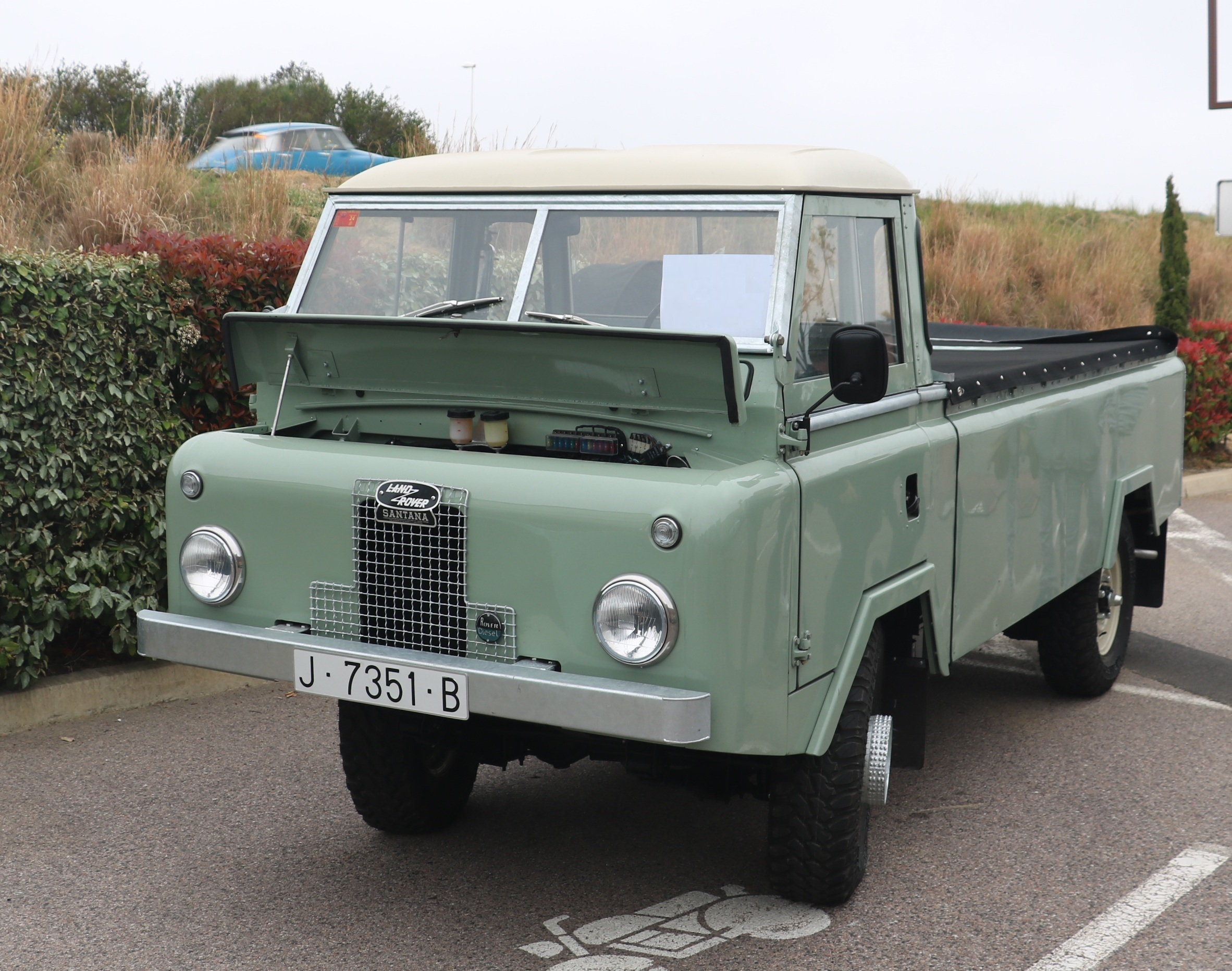
Santana 1300.

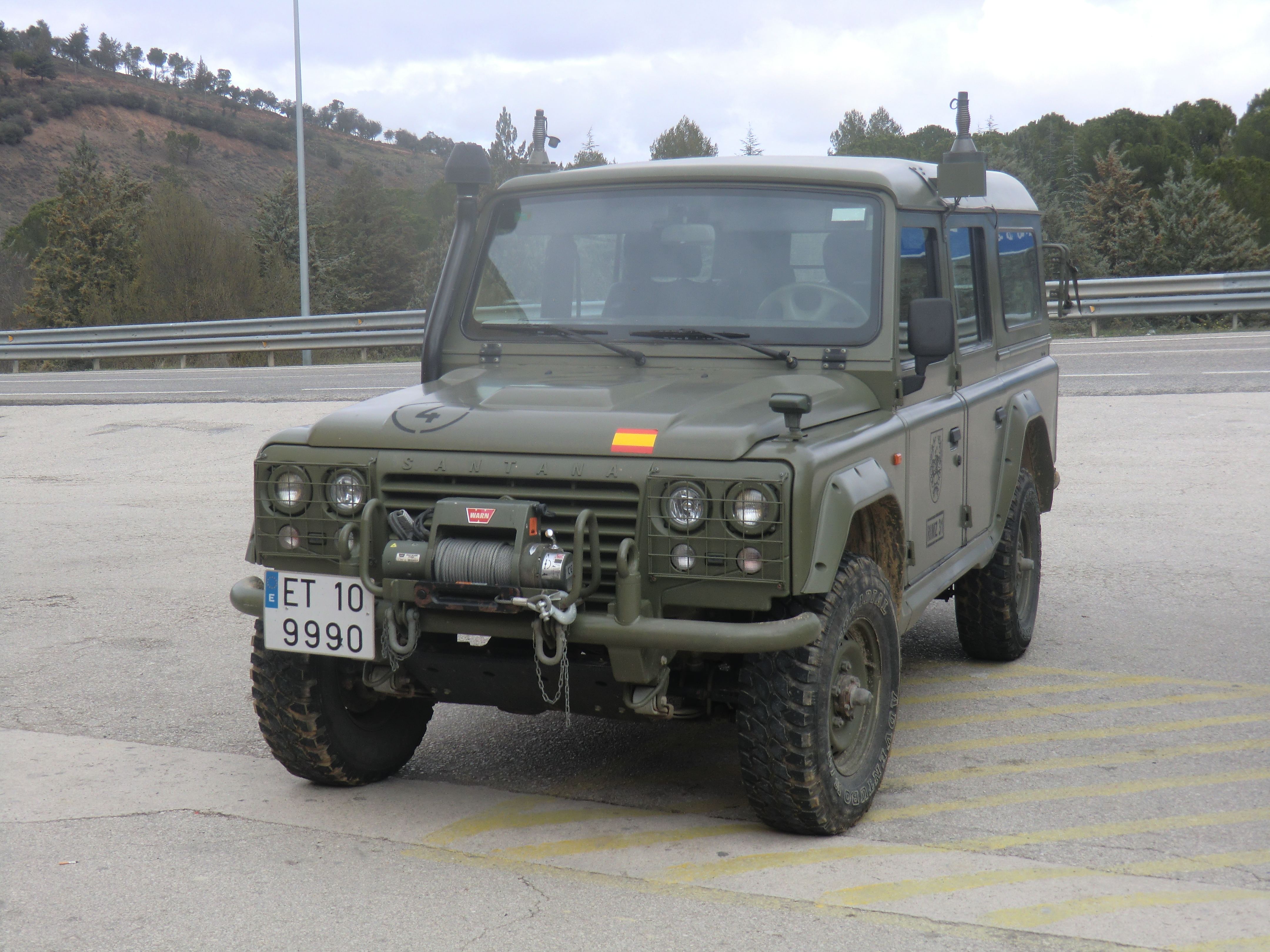
Version militaire Aníbal
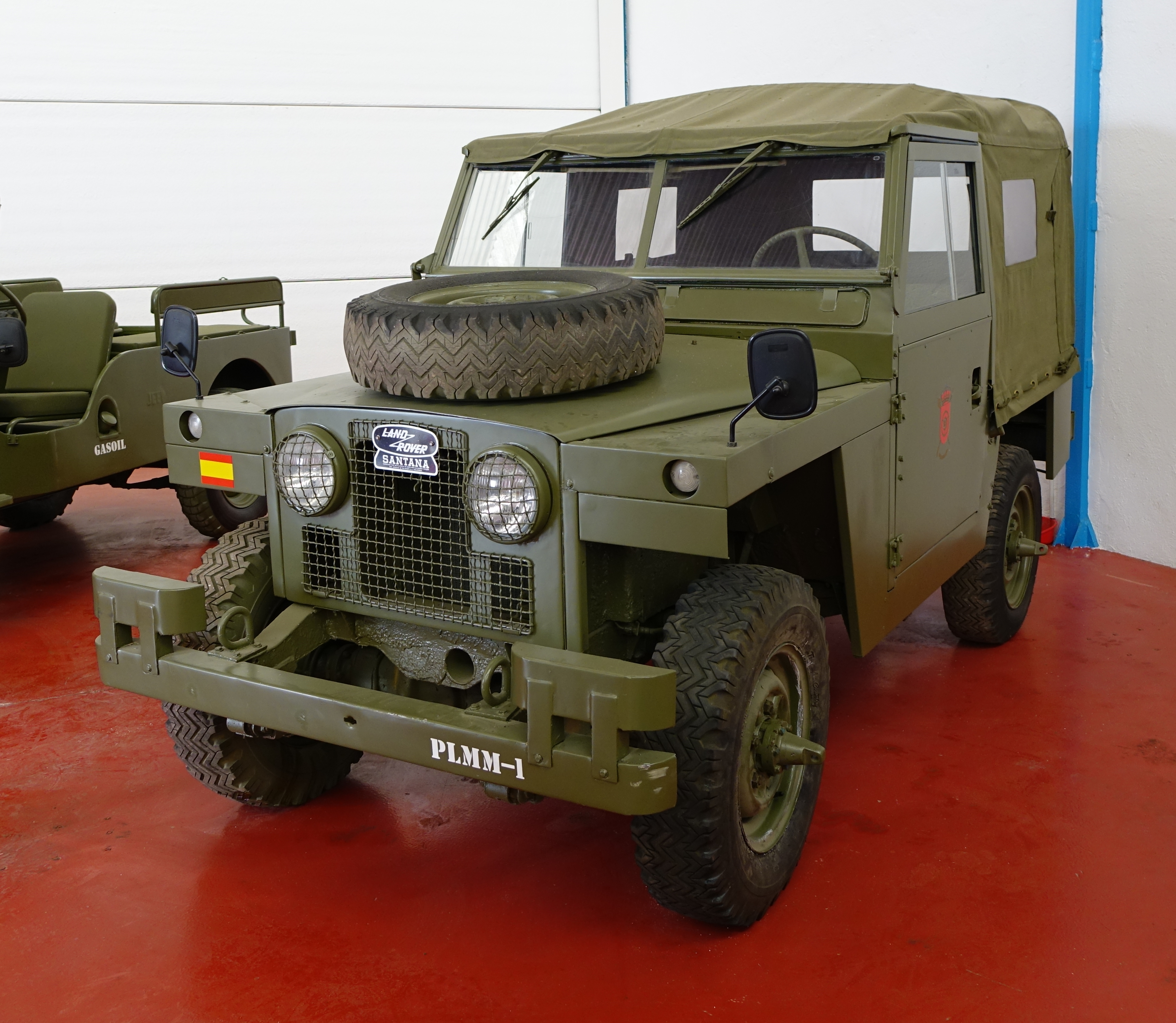
Le Santana Aníbal remplace la Land Rover 88, également fabriquée par Santana